# 塩化白金(IV)
塩化白金(IV)（えんかはっきん よん、platinum(IV) chloride）は、化学式が PtCl4 と表される白金の塩化物である。白金の酸化数は+4で、茶色の粉末である。他の白金(IV)錯体と同じように、塩化白金(IV)は八面体構造である。これは配位子である塩素原子の半分が他の白金原子に架橋し、ポリマーを形成するためである。この構造のために、塩酸によってこの架橋構造を破壊すれば、塩化白金(IV)は容易く溶け、ヘキサクロロ白金酸 (H2PtCl6) を生じる。cis-PtCl4L2 のルイス塩基配位子が配位した錯体もいくつか知られているが、ほとんどは白金(II)化合物の酸化によって得られている。
塩化白金(IV)は主に、金属白金を王水に溶解させてヘキサクロロ白金酸を調製する過程において発生している。ヘキサクロロ白金酸を加熱すると塩化白金(IV)が発生するが、塩素を失い塩化白金(II)が得られる。
白金については、他のハロゲン化物 (PtF、PtBr4、PtI4) も知られている。

## 引用
Cotton, S. A. Chemistry of Precious Metals, Chapman and Hall (London): 1997. ISBN 0-7514-0413-6.